# Joaquín Mier y Terán
Joaquín Mier y Terán (Ciudad de México, 1794-Puebla, después de 1821) fue un novohispano que se unió al bando insurgente durante la guerra de la independencia de México.

## Semblanza biográfica
Al igual que sus hermanos Manuel y Juan, decidió unirse a la revolución iniciada por Miguel Hidalgo y Costilla. Aunque no destacó tanto como sus hermanos, participó en veintiséis acciones de guerra. Entre esas acciones destaca la defensa de Teotitlán en donde fue sitiado por la división del comandante Álvarez en el cerro del Campanario. Durante esta acción logró resistir los ataques realistas hasta que su hermano Manuel acudió en su ayuda. 
En enero de 1817 se encontraba en el fuerte de Cerro Colorado cuando Manuel fue derrotado en Tehuacán. Al igual que sus hermanos, fue indultado cuando Manuel Bedoya rindió la fortaleza. Se retiró del movimiento armado para vivir con su familia en Puebla, en donde trabajó como empleado del gobierno estatal.